# تانا شانابيوت
تانا شانابيوت (بالتايلندية: ธนา ชะนะบุตร) (6 يونيو 1984 في تايلاند - ) هو لاعب كرة قدم تايلندي في مركز الهجوم. شارك مع منتخب تايلاند تحت 23 سنة لكرة القدم ومنتخب تايلاند لكرة القدم. أما مع النوادي، فقد لعب مع نادي بوريرام يونايتد ونادي تشونبوري وThailand Tobacco Monopoly F.C. ‏ وSisaket F.C. ‏ وPolice United F.C. ‏ وPattaya United F.C. (2008) ‏ ونادي بورت.

## وصلات خارجية
- تانا شانابيوت على موقع الاتحاد الدولي (مؤرشف)  (الإنجليزية)
- تانا شانابيوت على موقع قاعدة بيانات كرة القدم.إي يو (الإنجليزية)
- تانا شانابيوت على موقع ناشيونال فوتبول تيمز (الإنجليزية)
- تانا شانابيوت على موقع Soccerway.com (الإنجليزية)
- تانا شانابيوت على موقع عالم كرة القدم.نت (الإنجليزية)